# Saint-Sixte (Loire)
Saint-Sixte ist eine französische Gemeinde mit 683 Einwohnern (Stand: 1. Januar 2022) im Département Loire in der Region Auvergne-Rhône-Alpes. Sie gehört zum Arrondissement Montbrison und zum Kanton Boën-sur-Lignon. Die Gemeinde grenzt im Nordwesten an Ailleux, im Norden an Cezay, im Nordosten an Bussy-Albieux, im Osten an Arthun, im Südosten an Boën-sur-Lignon, im Süden an Leigneux und Sail-sous-Couzan und im Südwesten und Westen an Solore-en-Forez.
Die Bewohner werden Saint-Sixtois und Saint-Sixtoises genannt.

## Bevölkerungsentwicklung
| Jahr                       | 1962 | 1968 | 1975 | 1982 | 1990 | 1999 | 2008 | 2017 |
| -------------------------- | ---- | ---- | ---- | ---- | ---- | ---- | ---- | ---- |
| Einwohner                  | 798  | 746  | 616  | 626  | 607  | 583  | 690  | 710  |
| Quellen: Cassini und INSEE |      |      |      |      |      |      |      |      |

## Sehenswürdigkeiten
- Pfarrkirche Saint-Sixte aus der ersten Hälfte des 16. Jahrhunderts, im ausgehenden 19. Jahrhundert erweitert und restauriert, seit 1926 als Monument historique eingeschrieben

## Weblinks

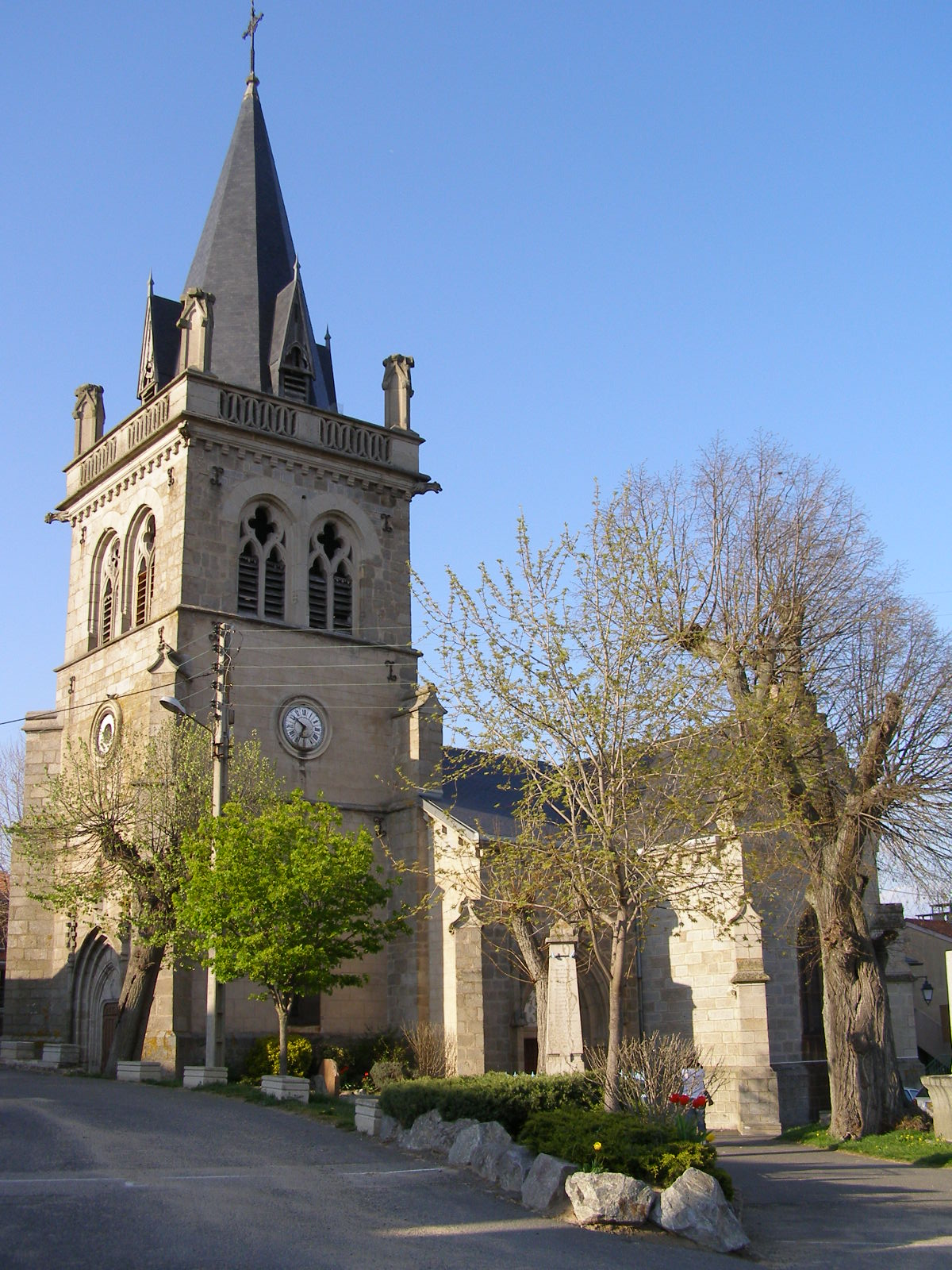
Kirche Saint-Sixte